# غوردون وو
غوردون وو (بالصينية: 胡應湘) هو شخصية أعمال ورائد أعمال وسياسي صيني، ولد في 1935. انتخب عضو في اللجنة الوطنية لجمهورية الصين الشعبية خلال فترته النيابية ‏.